# Herb gminy Turośl
Herb gminy Turośl – jeden z symboli gminy Turośl, autorstwa Roberta Szydlika, ustanowiony 3 grudnia 2013.

## Wygląd i symbolika
Herb przedstawia na tarczy w polu zielonym sznur bursztynów złoty, a w jego środku takaż pszczoła. Gmina leży w powiecie kolneńskim, a zatem jest jedną z dwóch gmin (obok Zbójnej) kurpiowskich leżących poza granicami województwa mazowieckiego. Nie zmienia to faktu, że wraz z całą dawną ziemią łomżyńską pozostaje częścią historycznego Mazowsza. Ten obszar Zagajnicy został zaludniony najpóźniej, ale zajęcia miejscowej ludności były takie same jak w innych rejonach Puszczy Kurpiowskiej. Wśród nich poczesne miejsce zajmowało bartnictwo, a na terenie Gminy Turośl są poświadczone co najmniej trzy miejsca, w których wydobywano bursztyn.